# Petite rivière Bachelor
Pour les articles homonymes, voir Bachelor.
La Petite rivière Bachelor est un affluent de la rive Sud de la rivière Bachelor coulant dans Eeyou Istchee Baie-James (municipalité), en Jamésie, dans la région administrative du Nord-du-Québec, au Québec, au Canada.
Cette rivière traverse successivement les cantons de Benoit et de Nelligan.
La foresterie constitue la principale activité économique du secteur ; les activités récréotouristiques, en second.
La vallée de la Petite rivière Bachelor est desservie par la route 113 reliant Lebel-sur-Quévillon et Chibougamau, dont le tracé est plus ou moins en parallèle à la rivière. En sus, ce sous-versant est desservi par le chemin de fer du Canadien National qui passe au Nord-Ouest.
La surface de la Petite rivière Bachelor est habituellement gelée du début novembre à la mi-mai, toutefois la circulation sécuritaire sur la glace se fait généralement de la mi-novembre à la mi-avril.

## Géographie
Les bassins versants voisins de la Petite rivière Bachelor sont :
- côté nord : rivière Bachelor, rivière Waswanipi, ruisseau Taylor ;
- côté est : rivière Bachelor, ruisseau Auger, rivière Opawica, lac Wachigabau, lac Opawica ;
- côté sud : ruisseau Auger, lac Pusticamica, rivière Wetetnagami, rivière Périgny ;
- côté ouest : lac Waswanipi, Rivière O'Sullivan, rivière Iserhoff.

La Petite rivière Bachelor prend naissance dans Eeyou Istchee Baie-James (municipalité), d’un ruisseau forestier (altitude : 314 m) dans le canton de Benoit. Cette source est située à :
- 4,9 km au Nord-Ouest du lac Pusticamica ;
- 4,4 km au Nord-Est du cours de la Rivière O'Sullivan ;
- 11,0 km au Sud-Ouest de l’embouchure de la Petite rivière Bachelor ;
- 27,7 km au Sud-Est de l’embouchure du lac Waswanipi ;
- 58,5 km au Nord-Est du centre du village de Lebel-sur-Quévillon ;
- 61,0 km au Sud-Est de l’embouchure du lac au Goéland ;
- 96,8 km à l’Est du centre-ville de Matagami ;

À partir de l'embouchure du lac de tête, la Petite rivière Bachelor coule entièrement en zone forestière sur 12,0 km selon les segments suivants :
- 5,5 km vers le Nord-Est dans le canton de Benoit, jusqu’à la limite Sud du canton de Nelligan ;
- 6,5 km vers le Nord-Est dans le canton de Nelligan en zone de marais, jusqu’à son embouchure[2].

La Petite rivière Bachelor se déverse sur la rive Sud de la rivière Bachelor. De là, cette dernière coule généralement vers le Nord-Ouest jusqu’à sa confluence avec le lac Waswanipi dont la partie Nord est traversée vers l’Ouest par la rivière Waswanipi. Le cours de cette dernière coule vers l’Ouest et traverse successivement la partie Nord du lac Waswanipi, le lac au Goéland et le lac Olga, avant de se déverser dans le lac Matagami lequel se déverse à son tour dans la rivière Nottaway, un affluent de la Baie de Rupert (Baie James).
La confluence de la Petite rivière Bachelor avec la rivière Bachelor est située à :
- 4,0 km à l’Est de l’embouchure de la rivière Bachelor (confluence avec le lac Waswanipi) ;
- 61,8 km au Nord-Est de l’embouchure du lac au Goéland ;
- 275 km au Sud-Est de l’embouchure de la rivière Nottaway (confluence avec la Baie de Rupert) ;
- 102 km à l’Est du centre-ville de Matagami ;
- 69,0 km au Nord-Est du centre du village de Lebel-sur-Quévillon ;
- 120 km au Nord-Ouest du réservoir Gouin.

## Toponymie
D’origine anglaise, le terme « Bachelor » se réfère à un homme célibataire non marié. Ce terme anglais s’avère le titre de toute personne de tout sexe ou état civil qui détient un baccalauréat.
Le toponyme « Petite rivière Bachelor » a été officialisé le 1er novembre 1988 à la Commission de toponymie du Québec, soit lors de sa création.